# カプシプラスト
カプシプラストとは、大正製薬が販売していた外用薬の商品名である。1974年10月発売。

## 概要
かつてはバイヤスドルフが商標権を管理し、斉藤満平商店輸入・セイセー薬品工業発売で「カップコー」として発売されていた。以前から「メンフラ」という消炎鎮痛プラスター（発売年不明）を発売していた大正製薬が発売したカプシプラストは、唐辛子に含まれる温熱発汗作用があるカプサイシンを配合した膏薬を患部に貼ることで、肩こりや腰痛などを治療する温感消炎鎮痛プラスターである（商品名はこの主成分「カプサイシン」から来ている）。
新発売に伴いオンエアされた前川清（当時内山田洋とクール・ファイブボーカル）が実母との共演によるテレビCMでの「ホッカホカだよおっかさん」というセリフ、「ホッカホカの貼り心地」というキャッチフレーズが流行語になるくらいの大ヒットとなった。そればかりでなく、トクホンの「トクホンホット」などといった亜流製品も生まれた。特に冬の寒い時期によく売れたという。
発売とともにTBS系列の水曜夜8時枠（「夜明けの刑事」以降）および土曜夜9時枠（「バーディー大作戦」以降）、NETテレビ（現テレビ朝日）系列の土曜夜7時30分枠だったころの仮面ライダーシリーズの「仮面ライダーアマゾン」などのスポンサーとしてCMが流れ、その知名度はさらに高まっていた。
その後バイヤスドルフの商標権は失効し、1992年頃まで大正製薬製品として発売されていた。